# Star Fox

Bildschirmaufteilung von Starwing

Star Fox (jap. スターフォックス, Sutā Fokkusu) ist eine Videospielreihe von Nintendo, die von Shigeru Miyamoto erfunden wurde. In Europa erschien das erste Spiel der Serie 1993 für das Super Nintendo Entertainment System unter dem Namen Starwing.

## Inhalt
Der Weltraumpilot Fox McCloud kämpft, begleitet von seinen Teamkameraden Peppy Hare, Slippy Toad, Krystal (nur in den jüngeren Teilen Star Fox Adventures, Star Fox Assault und Star Fox Command) und Falco Lombardi, für den Frieden im Lylat-System, welches durch den verrückten Wissenschaftler Andross bedroht wird. In sogenannten Arwings (Raumschiffen), Landmaster-Panzern und U-Booten kämpft das Star-Fox-Team im Weltall oder auf Planetenoberflächen gegen Andross' feindliche Geschwader, Aparoiden und andere Gegner.

## Spielprinzip
Im Allgemeinen handelt es sich bei den Star-Fox-Spielen um 3D-Shoot ’em ups. Der Spieler steuert Fox’ Vehikel und versucht, dieses sicher durch verschiedene Levels zu manövrieren und dabei möglichst viele Gegner abzuschießen, sowie gegnerischem Beschuss und Kollisionen auszuweichen. Im größten Teil der Level bewegt sich Fox auf einer festgelegten Flugbahn und kann sich innerhalb dieser nach oben, unten oder seitlich bewegen, bis er am Ende des Levels schließlich auf einen Endgegner trifft, den es zu bezwingen gilt. In einigen Levels fliegt das Star-Fox-Team hingegen in „offener Formation“, und der Spieler kann sich innerhalb eines Areals frei in alle Richtungen bewegen, um ein bestimmtes Missionsziel zu erfüllen, etwa die Zerstörung bestimmter Objekte innerhalb eines Zeitlimits.

## Spiele der Hauptreihe

### Starwing
Der erste Titel der Serie erschien Anfang 1993 in Japan unter dem Titel Star Fox (japanisch スターフォックス Sutāfokkusu) für das Super Nintendo. In Europa kam es im Sommer 1993 unter dem Titel Starwing auf den Markt. Es war das erste Spiel, welches den integrierten Super-FX-Chip nutzte und ermöglichte auf dem SNES erstmals eine zu diesem Zeitpunkt revolutionäre 3D-Grafik mit Polygonen. Bei der Entwicklung des Chips und der grundlegenden Programmierung war die britische Firma Argonaut Games stark involviert.
Das Spielprinzip besteht ausschließlich aus der Steuerung von Fox McClouds Raumgleiters Arwing durch eine vorgegebene und automatisch scrollende Umgebung. Dabei müssen Gegner durch Laser- oder Bombenbeschuss ausgeschaltet und Hindernissen ausgewichen werden. Zu Beginn eines Spiels gibt es die Möglichkeit, eine von drei linearen Routen zu wählen, die alle auf dem Heimatplaneten Corneria beginnen. Am Ende jedes Levels wartet ein zu bezwingender Endboss. Die Routen führen über weitere Planeten oder Weltraumareale zum Planeten Venom, wo der finale Boss Andross wartet.
Die drei Wingmen Falco, Peppy und Slippy begleiten und unterstützen Fox durch die Level, suchen jedoch auch regelmäßig die Unterstützung des Spielers, wenn diese durch einen Gegner verfolgt werden. Je nachdem wie gut der Spieler im jeweiligen Level abgeschnitten hat, erscheint nach dem Ende jeden Levels eine Auswertung der Leistung auf einer Prozentskala.
Starwing ist ausschließlich im Singleplayer spielbar. Es ist auch als eines von 21 vorinstallierten Spielen auf dem SNES Classic Mini erschienen. Da alle Spiele dieser Konsole als englische NTSC-Fassung enthalten sind, ist das Spiel damit erstmals auch in Europa als Star Fox verfügbar.

### Lylat Wars
Fox’ Debüt auf dem Nintendo 64 erschien erstmals am 27. April 1997 in Japan unter dem Titel Star Fox 64 (japanisch スターフォックス64). Das Spiel verfügte über seinerzeit herausragende Polygon-Grafik, japanische (nur in Japan), englische (USA und Europa) und „lylatianische“ (nur in Europa) Sprachausgabe sowie einen Mehrspieler-Modus mit Spielvarianten für bis zu vier Personen. Erstmals kam das Rumble Pak zum Einsatz, welches auch in einem Bundle mit dem Spiel erschien.
Eine Neuauflage erschien 2011 unter dem Titel Star Fox 64 3D für den Nintendo 3DS (siehe Unten).

### Star Fox Adventures
Das ursprünglich als Dinosaur Planet von Rare für das Nintendo 64 entwickelte Spiel erschien 2002 für den GameCube. Anfangs ohne jeden Bezug zur Star-Fox-Reihe entwickelt, wurde auf Bitten von Shigeru Miyamoto während der Portierung die Story in das Lylat-Universum verlegt und der Hauptcharakter Sabre durch Fox McCloud ersetzt. Im Gegensatz zu den vorherigen Teilen ist Star Fox Adventures kein Shoot ’em up mehr, sondern vordergründig dem Genre Action-Adventure zuzuordnen. Es erinnert vom Gameplay daher an die Zelda-Reihe.
Star Fox Adventures war der letzte Titel von Rare für den Nintendo GameCube, da das Unternehmen anschließend von Microsoft übernommen wurde und fortan (mit wenigen Ausnahmen) nur noch Exklusivtitel für die hauseigene Konsolen der Xbox-Reihe entwickelt.

### Star Fox Assault
Dieses GameCube-Spiel erschien am 29. April 2005 in Europa. Es verbindet das Gameplay von Lylat Wars mit einem eher Deathmatch-artigen Spielprinzip eines Third-Person-Shooters. Entsprechend ist der Mehrspielermodus der bislang umfangreichste der Star-Fox-Reihe. Star Fox Assault verwendet ein umfangreicheres Waffenarsenal und viele technische Details – etwa am Raumschiff (Arwing) – wurden verbessert. Auch wurden hier Bodenmissionen eingeführt, bei denen der Spieler gleichzeitig den Luftraum überwachen muss; diese Missionstypen gehören zu den umfangreichsten in Star Fox Assault.
Das Spiel gilt als schwächster Vertreter der Serie, besonders im Vergleich mit seinen Vorgängern, woran nicht zuletzt die kurze Entwicklungszeit und die Zusammenarbeit mit Namco Schuld tragen sollen.

### Star Fox Command
Dieser von Q-Games entwickelte Star-Fox-Titel für den Nintendo DS wurde erstmals auf der E3 2006 angekündigt. In diesem Teil der Reihe wurden auch viele taktische Elemente hinzugefügt. So muss vor jedem Einsatz eine Route auf einer Übersichtskarte erkundet und abgeflogen werden, bevor es zum Dogfight kommt. Erstmals können im Hauptspiel nicht nur Fox, sondern auch seine (im Spiel teilweise aus dem Team ausgetretenen) Kameraden und sogar ehemaligen Feinde vom Spieler gesteuert werden. Die Story ist nicht linear und kann zwischen den Missionen durch Handlungsentscheidungen des Spielers beeinflusst werden. Insgesamt gibt es neun verschiedene Spielenden, die erreicht werden können.
Star Fox Command unterstützt einen Mehrspielermodus (lokal und online – letzterer inzwischen eingestellt) und den Touchscreen, mit dem man das Vehikel steuert. Das Spiel ist am 27. Januar 2007 erschienen.

### Star Fox 64 3D
Bei Star Fox 64 3D handelt es sich um eine Neuauflage des Klassikers Lylat Wars, welche am 9. September 2011 veröffentlicht wurde. Der Großteil des Inhalts wurde übernommen und grafisch aufgebessert, die Story und das Spielgeschehen blieben identisch. Neu ist die sogenannte Gyro-Steuerung, welche eine Steuerung der Vehikel durch Bewegung der Konsole implementiert. Neben den bisherigen Schwierigkeitsgraden Normal und Experte wurde ein dritter Modus 3DS hinzugefügt, welcher speziell (aber nicht ausschließlich) für die Gyro-Steuerung optimiert ist. Auch die japanische und englische Sprachausgabe wurde erneuert, jedoch teilweise mit anderen Synchronsprechern als in der Version für den Nintendo 64. In Europa gab es erstmals ebenfalls eine lokalisierte Sprachausgabe, unter anderem auch auf Deutsch.
Völlig verändert wurde der Multiplayer-Modus, welcher im Gegensatz zu Lylat Wars nun neue Karten und neue Upgrades enthält. Multiplayerduelle bis zu vier Spieler sind ausschließlich lokal möglich, ein Online-Modus existiert nicht.

### Star Fox Zero
Im Rahmen der E3 2014 kündigte Shigeru Miyamoto ein neues Star Fox für die Wii U an. Auf der E3 2015 wurde das Spiel offiziell als Star Fox Zero vorgestellt. Es stellt einen Neustart der Serie dar und verbindet Elemente aus Lylat Wars mit Ideen aus dem eingestellten Star Fox 2. Die Entwicklung übernahm Nintendo zusammen mit Platinum Games. StarFox Zero unterstützt außerdem Nintendos Amiibo-Figuren. Ursprünglich hätte das Spiel am 20. November 2015 erscheinen sollen, Mitte September jedoch gab Nintendo bekannt, dass die Veröffentlichung auf das 1. Quartal 2016 verschoben wird. Das Spiel ist zusammen mit Star Fox Guard (siehe Unten) am 22. April 2016 erschienen.

## Ableger und unveröffentlichte Spiele

### Starwing Offizieller Wettbewerb
Starwing Offizieller Wettbewerb (auch als Super Weekend und Star Fox Competition bekannt) ist ein ehemaliger Wettbewerb, welche vom Spielemagazin Nintendo Power auf diversen Spielemessen ausgetragen wurde. Das Spielprinzip ist grundsätzlich identisch zu Starwing, jedoch stark verkürzt. Damit das Spiel schnell vorwärts geht, um jedem der tausend Teilnehmer auf der Messe Spielzeit zu ermöglichen, wurden Einleitung, Story, Trainings- und Routenauswahl entfernt. Man kann nur eine der vier vorgegebenen Controller-Einstellungen auswählen, danach beginnt sofort der erste Level. Während der Spielzeit läuft ein Timer mit, welcher durch das Abschießen von Gegnern um einige Sekunden erhöht werden kann. Läuft der Timer ab, ist das Spiel vorbei und der nächste Teilnehmer ist an der Reihe.
Diese Version ist sehr selten und wurde nur von Nintendo direkt an die jeweiligen Messebetreiber ausgegeben. Im Einzelhandel erschien das Spiel nie, einzelne Module wurden jedoch immer wieder auf Onlineauktionen versteigert.

### Star Fox 2
Der geplante Nachfolger baute auf dem Spielprinzip von Starwing auf, erweiterte dieses aber grundlegend. Statt vorgeschriebenen und automatisch scrollenden Pfaden bieten die Level nun ein in alle Richtungen frei erkundbares Areal. Der Spieler kann zwischen sechs Spielfiguren (neben dem ursprünglichen Star-Fox-Team waren auch die beiden Pilotinnen Miyu und Fay wählbar) mit drei verschiedenen Varianten des Arwings wählen, welche sich in Angriffs- und Abwehrkraft unterscheiden. In Leveln mit fester Oberfläche können sich die Arwings in zweibeinige Roboter transformieren. Auch konnte man erstmals auf das feindliche Star Wolf-Team treffen. Ein Multiplayer-Modus war ebenfalls geplant.
Die Einstellung des Spiels wurde unter anderem damit begründet, dass Nintendo eine klare Linie zwischen der 2D- und 3D-Generation ziehen wollte. Besonders mit Hinblick auf die bereits deutlich fortschrittlicheren Konsolen der Konkurrenz – speziell der 1994/95 erschienenen und deutlich leistungsstärkeren PlayStation –, wollte Nintendo keine 3D-Spiele auf veralteter und limitierter Hardware veröffentlichen. Auch die Entwicklung der eigenen 3D-Konsole Nintendo 64 war bereits in vollem Gange. Dadurch wurde die Veröffentlichung auf Eis gelegt und letztendlich völlig gestrichen, trotz der zu der Zeit fast vollständigen Fertigstellung. Trotzdem wurde das Spiel weiterentwickelt, fertiggestellt und auch dem Qualitätssicherungs-Team vom Club Mario übergeben.
Zwischenzeitlich gelangten diverse Versionen aus verschiedenen Entwicklungsstadien als ROM ins Internet. Diese waren teilweise noch sehr verbuggt, bis 2004 eine zu 99 % funktionierende Beta-Version ins Internet kam. Dylan Cuthbert, Entwickler bei Q-Games und ehemals Argonaut Software, bestätigte 2015 in einem Interview mit NintendoLife, dass eine zu 100 % fertige und zur Veröffentlichung bereite Version existiert und er diese in seinem Besitz hat. Diese Version soll auch mehr Inhalte bieten, als die im Internet kursierenden Versionen des Spiels.
Lange Zeit war auch eine anderweitige offizielle Veröffentlichung nicht vorgesehen. So wurden zwar Überlegungen angestellt, Star Fox 2 als Virtual-Console-Titel für die Nintendo Wii oder Wii U zu veröffentlichen, jedoch wurde dies auf Grund von Schwierigkeiten mit der Emulation des Super-FX-Chips nie umgesetzt. Aus diesem Grund fehlen bislang auch weitere beliebte Titel wie Yoshi’s Island im Katalog für Virtual Console Titel.
Erst mit der Ankündigung des SNES Classic Mini im Jahr 2017 wurde Star Fox 2 offiziell als einer der vorinstallierten Titel beworben. Die Konsole erschien am 29. September 2017 und enthält neben Star Fox 2 auch 20 weitere Spiele. Eigens für diese Veröffentlichung wurden vom ursprünglichen Charakterdesigner Takaya Imamura Artworks, (virtuelle) Spieleboxen und Bedienungsanleitungen im Stile des ursprünglichen Konzeptzeichnungen angefertigt.

### Star Fox Virtual Boy
Für den Virtual Boy war ein Star-Fox-Titel in Arbeit, welcher auf der E3 1995 erstmals gezeigt wurde. Außer einigen Aufnahmen von der Präsentation sind keine weiteren Informationen bekannt und da auch der Virtual Boy sehr schlecht am Markt ankam und bei Nintendo als Flop gilt, wurde die Entwicklung eingestellt.

### Star Fox Guard
Star Fox Guard ist ein Spin-off, welches als Bonus der ersten Verkaufsfassung von Star Fox Zero beiliegt, jedoch auch separat aus dem Nintendo eShop erworben werden konnte. Es wurde ursprünglich auf E3 2014 noch unter dem Titel Project Guard als Techdemo vorgestellt. Das Spielprinzip ist eine Tower-Defense-Variante. Der Spieler steuert als Slippy das Sicherheitssystem eines Industriekomplexes und muss im Areal bis zu 12 Überwachungskameras platzieren. Über diese müssen Eindringlinge aufgespürt und zerstört werden. Das Spiel ist mit über 100 Missionen angekündigt, es können jedoch weitere Level von Spielern erstellt und online geteilt werden. Am 22. April 2016 ist Star Fox Guard parallel zu Star Fox Zero erschienen.

## Weitere Medien

### Comics und Manga

#### Nintendo Power Comics
Im amerikanischen Magazin Nintendo Power erschienen in den Ausgaben 45 bis 55 (Februar bis Dezember 1993) mehrere Star-Fox-Comics, welche die Ereignisse in Starwing erweitern und genauer beleuchten. Zeichnungen und Story stammen von Mangaka Benimaru „Ashura“ Itoh (unter anderem auch beteiligt an Illustrationen und Character-Designs für diverse Spiele der Pokémon-, Kirby- und Earthbound-Reihe).

#### Comic zu Lylat Wars
Im Rahmen der Veröffentlichung von Lylat Wars in Deutschland erschien 1997 ein Lylat-Wars-Comic als kostenlose Sonderausgabe 6 des Club Nintendo-Magazins. Auch dieser Comic erzählt keine neue Geschichte, sondern stellt eine erweiterte Adaption der Ereignisse in Lylat Wars dar.

#### Manga zu Star Fox Adventures
Für den japanischen Markt veröffentlichte Nintendo 2002 den Manga Farewell, Beloved Falco (jap. さらば愛しのファルコ, Saraba aishi no Faruko) auf der offiziellen japanischen Homepage zu Star Fox Adventures. Dieser Manga vervollständigt die geschichtliche Lücke nach dem Ende von Lylat Wars und erzählt eine originale Story mit diversen wiederkehrenden und neuen Charakteren aus der Spielreihe. Der Abschluss des Mangas mündet in den Beginn von Star Fox Adventures.

### Anime
Zur Vermarktung von Star Fox Zero veröffentlichte Nintendo einen Star Fox Kurzanime. Der Anime entstand in Zusammenarbeit mit Wit Studio und Production I.G und wurde am 20. April 2016 auf YouTube veröffentlicht. Er ist in verschiedenen Sprachfassungen verfügbar, unter anderem auf Deutsch, Japanisch und Englisch.